# 單絲掠食巨口魚
單絲掠食巨口鱼（学名：Borostomias mononema）为輻鰭魚綱巨口鱼目巨口鱼科的其中一種。分布于全球三大洋海域，為深海魚類，棲息深度640-658公尺，本魚身體中等細長，顎具大犬齒，前半部黑色，末梢略灰白色，具中等的觸鬚，體長可達31公分，屬肉食性，以魚類及甲殼類為食。

## 外部連結
單絲掠食巨口鱼的圖片

## 扩展阅读
維基物種上的相關：單絲掠食巨口鱼